# Bezerra de Menezes
Adolfo Bezerra de Menezes Cavalcanti (Riacho do Sangue, 29 de agosto de 1831 - Río de Janeiro, 11 de abril de 1900), más conocido simplemente como Bezerra de Menezes, fue un médico, militar, escritor, periodista, político, filántropo y exponente del espiritismo brasileño. Fue apodado "El Doctor de los Pobres".

## Biografía
Descendiente de una antigua familia de gitanos ganaderos ligados a la política y al militarismo en la entonces provincia de Ceará, era hijo de Antônio Bezerra de Menezes, teniente coronel de la Guardia Nacional, y de Fabiana de Jesus Maria Bezerra. La familia Bezerra de Menezes es conocida por su origen sefardí siendo descendiente del cristiano nuevo Belchior da Rosa, rico comerciante originario de la ciudad de Oporto, Portugal.
En 1838, a la edad de siete años, ingresó en la escuela pública de Vila do Frade, contigua al Riacho do Sangue, hoy Jaguaretama, donde aprendió los principios de la enseñanza elemental en apenas diez meses. En 1842, como resultado de la persecución política y las dificultades financieras, su familia se mudó a la antigua Vila de Maioridade, en Serra do Martins, en Río Grande del Norte, donde él, entonces de once años, se inscribió en clase de latín. Después de dos años ya era maestro suplente.
En 1846, la familia volvió a la provincia de Ceará, instalándose en la capital, Fortaleza. Bezerra se matriculó en el Liceu do Ceará, donde completó sus estudios preparatorios.

### Carrera en Medicina
En 1851, año de la muerte de su padre, se trasladó a Río de Janeiro e inició sus estudios en la Facultad de Medicina de Río de Janeiro. En noviembre del año siguiente ingresó como residente al hospital de la Santa Casa de la Misericordia de Río de Janeiro. Para sustentar sus estudios, dio clases particulares de filosofía y matemáticas. 
Se graduó en 1856 con la defensa de la tesis: "Diagnóstico del Cáncer".  En ese año, el Gobierno Imperial decretó la reforma del Cuerpo de Salud del Ejército Brasileño y nombró al Dr. Manuel Feliciano Pereira Carvalho, su antiguo maestro, quien lo invitó a trabajar como su asistente.
El 27 de abril de 1857, solicitó el ingreso en la Academia Imperial de Medicina, con la memoria "Algunas consideraciones sobre el cáncer, visto desde el lado de su tratamiento". El académico José Pereira Rego leyó el dictamen en la sesión del 11 de mayo, realizándose la elección el 18 de mayo y la toma de posesión el 1 de junio del mismo año.
En 1858, se postuló como profesor suplente en la Sección de Cirugía de la Facultad de Medicina de Río de Janeiro. En ese año, fue designado oficialmente ayudante del Cuerpo de Sanidad del Ejército, con el grado de Teniente Cirujano y, el 6 de noviembre, contrajo matrimonio con María Cândida de Lacerda, quien moriría de una repentina enfermedad el 24 de marzo de 1863, dejándole dos hijos, uno de tres años y otro de uno.
De 1859 a 1861, fue editor de los Anales Brasileños de Medicina, una publicación periódica de la Academia Imperial de Medicina.
En 1865 se casó con Cândida Augusta de Lacerda Machado, hermana por parte materna de su primera esposa, quien se hizo cargo de sus hijos hasta entonces, con quien tuvo siete hijos más. 
Por su actitud de médico caritativo, atendiendo a las personas que lo necesitaban pero no podían pagarlo, se le conoció como El Médico de los Pobres.
El episodio en el que Bezerra donó su anillo de título de médico a una madre se relata en sus biografías para que ella pudiera comprar la medicina que necesitaba su hijo.

"El verdadero médico es este: no tiene derecho a terminar su comida, a elegir la hora, a preguntar si está lejos o cerca... alto de noche, mal camino y mal tiempo, quedarse cerca o lejos de la Cerro; el que sobre todo le pide un carro a alguien que no tiene medios para pagar la receta, o le dice a alguien que llora en la puerta que busque otro —no es médico, es vendedor de medicinas, que trabaja para cobrar capital e intereses sobre los gastos de graduación."

### Trayectoria Política
A fines de la década de 1850, la Cámara Municipal del Municipio Neutro tenía como presidente a Roberto Jorge Haddock Lobo, del Partido Conservador. Al mismo tiempo, Bezerra de Menezes ya se había destacado por su desempeño profesional y trabajo dirigido a la población necesitada. Así, en 1860, en una reunión política, unos amigos lanzaron la candidatura a la cámara de Bezerra de Meneses, por el Partido Liberal, como representante de la parroquia de São Cristóvão, donde entonces vivía. Consciente de la candidatura, Bezerra la rechazó inicialmente pero, por insistencia, terminó comprometiéndose únicamente a no hacer una declaración pública de rechazo de los votos que le fueron concedidos. 
Una vez abiertas las urnas y contados los votos, Bezerra fue elegido. Sus opositores, encabezados por Haddock Lobo, impugnaron la toma de posesión alegando que los soldados de segunda clase no podían ocupar el cargo de concejal. Así, para apoyar al Partido, que necesitaba de él para obtener la mayoría en la Cámara, decidió pedir la exoneración al Cuerpo de Sanidad el 26 de marzo de 1861. Levantado el impedimento, prestó juramento en el mismo año. Fue reelegido para el período de 1864 a 1868. 
Fue elegido diputado provincial por Río de Janeiro en 1866, a pesar de la oposición del entonces primer ministro Zacarias de Góis y de los líderes liberales, el senador Bernardo de Sousa Franco (vizconde de Sousa Franco) y el diputado Francisco Otaviano de Almeida Rosa. Juramentada en 1867, la Cámara de Diputados fue disuelta al año siguiente (1868) debido al ascenso del Partido Conservador. 
Regresó a la política como concejal en el período de 1873 a 1885, ocupando varias veces las funciones de presidente interino de la Cámara Municipal, haciéndose efectivo en julio de 1878, cargo que en la actualidad correspondería al de alcalde. 
Fue elegido diputado general por la provincia de Río de Janeiro, de 1877 a 1885, año en que terminó su carrera política. Durante este período acumuló el ejercicio de la presidencia de la Cámara y del poder ejecutivo municipal. En su labor como diputado se destacan algunas iniciativas pioneras: buscó a través de un proyecto de ley regular el trabajo doméstico, con el objetivo de dar a esta categoría un preaviso de 30 días; denunció los peligros de la contaminación, que ya en esa época afectaba a la población de Río de Janeiro, promoviendo medidas para combatirla. A partir de 1882 fue miembro de las Comisiones de Obras Públicas, Redacción y Presupuesto.

### Vida empresarial
Fue socio fundador de la Compañía Estrada de Ferro Macaé e Campos (1870). Se empeñó en la construcción del ferrocarril Santo Antônio de Pádua, pretendiendo extenderlo hasta el río Doce, proyecto que no logró concretizar. Fue uno de los directores también de la Compañía Arquitectónica de Vila Isabel, fundada en octubre de 1873 por João Batista Viana Drummond (luego barón de Drummond) para iniciar la urbanización del barrio de Vila Isabel. En 1875 fue presidente de la Companhia Ferro-Carril de São Cristóvão, período en que las vías de la empresa alcanzaban a los barrios de Caju y Tijuca.

### Actividad Intelectual
Durante la campaña abolicionista, publicó el ensayo "La esclavitud en Brasil y las medidas que deben tomarse para extinguirla sin perjuicio de la Nación" (1869), en el que no sólo defiende la libertad de los esclavos, sino también su inserción y adaptación en la sociedad a través de la educación. En esta obra, Bezerra se autodenomina liberal y se propone imitar a los ingleses, que en su momento ya habían abolido la esclavitud en sus dominios.
Expuso los problemas de su región natal en otro ensayo, "Consideraciones breves sobre las sequías del norte" (1877). Algunos indican que fue autor de biografías sobre el vizconde de Uruguay y el vizconde de Caravelas, ilustres personalidades del Imperio de Brasil. Fue director de "A Reforma", organismo liberal del Municipio Neutro, y, de 1869 a 1870, director del periódico "Sentinela da Liberdade". También escribió otras obras, como "La casa embrujada", "La locura bajo un nuevo prisma", "La doctrina espírita como filosofía teogónica", "Matrimonio y Sábana Santa", "Perla negra", "Lázaro el leproso", " La oveja de Panurgo", "Historia de un sueño" y "Evangelio del futuro".
Se sabe que Bezerra de Menezes dominaba al menos tres idiomas, además del portugués: latín, español y francés.

### Espiritismo y Federación Espírita Brasileña

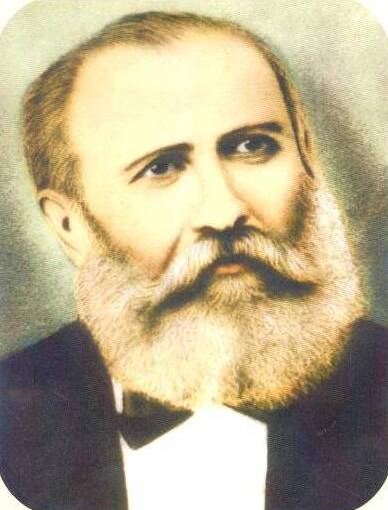
Bezerra de Menezes, conocido también como el Kardec Brasileño y el Médico de los Pobres

Conoció la doctrina espíritista cuando se publicó la traducción al portugués de "El Libro de los Espíritus"  en 1875, a través de un ejemplar que le fue ofrecido con dedicatoria por su traductor, Joaquín Carlos Travassos. Sobre su contacto con la obra, el propio Bezerra anotó más tarde:

“Me lo dio en la ciudad y yo vivía en Tijuca, a una hora en tranvía. Subí con el libro y, como no tenía distracciones para el largo viaje, me dije: ¡bueno, Dios! esto... Entonces es ridículo confesarme ignorante de esta filosofía, cuando he estudiado todas las escuelas filosóficas. Pensando así, abrí el libro y me aferré a él, como con la Biblia. Leí. Pero no pude. No encuentro nada nuevo ¡Sin embargo, todo eso era nuevo para mí!... Ya había leído o escuchado todo lo que se encontró en 'El Libro de los Espíritus', era un espiritista inconsciente, o incluso como se dice comúnmente, nació ."

Contribuyó a su adhesión el contacto con las "curas extraordinarias" obtenidas por el médium João Gonçalves do Nascimento (1844-1916), en 1882. 
Con el lanzamiento de la revista Reformador, de Augusto Elias da Silva en 1883, comenzó a colaborar con la redacción de artículos doctrinales.
Después de estudiar durante algunos años la obra de Allan Kardec, el 16 de agosto de 1886, a la edad de cincuenta y cinco años, ante un numeroso público, estimado, según sus biógrafos, entre mil y quinientas dos mil personas, en la sala de conferencias de la Guarda Velha, en Río de Janeiro, en un largo discurso, justificó su elección de abrazar el espiritismo. El evento llegó a ser referido en una nota publicado por O Paiz, el periódico de mayor circulación de la época.
Al año siguiente, a pedido de la Comisión de Propaganda del Centro de la Unión Espiritista de Brasil, comenzó a publicar una serie de artículos sobre la Doctrina en "O Paiz". En la sección titulada "Espiritismo - Estudios Filosóficos", los artículos aparecieron regularmente los domingos, desde el 23 de octubre de 1887 hasta diciembre de 1893, firmados bajo el seudónimo de "Max".
En la década de 1880, el incipiente movimiento espírita en la capital y en el país estuvo marcado por la dispersión de sus adherentes y de las entidades en las que se reunían.Había también una clara división entre dos "grupos" de espiritistas: aquellos los que aceptaban el Espiritismo en su aspecto religioso (grupo mayor, que incluía a Bezerra) y los que no aceptaban el Espiritismo en este aspecto.
En 1889, Bezerra fue percibido como el único capaz de superar las divisiones, siendo elegido presidente de la Federación Espírita Brasileña. Durante este período, inició el estudio sistemático de "El Libro de los Espíritus" en las reuniones públicas de los viernes, pasando a escribir el Reformador; también ejerció la tarea de adoctrinador de espíritus obsesivos. Organizó y presidió un Congreso Nacional Espírita (Río de Janeiro, 14 de abril), con la presencia de 34 delegaciones de instituciones de diferentes estados. Asumió la presidencia del Centro de la Unión Espíritista de Brasil el 21 de abril, y el 22 de diciembre de 1890 se dirigió al entonces Presidente de la República, Mariscal Deodoro da Fonseca, en defensa de los derechos y libertades de los espíritistas contra ciertos artículos del código penal brasileño de 1890.
De 1890 a 1891 fue vicepresidente de la FEB durante la gestión de Francisco de Menezes Dias da Cruz, momento en el que tradujo el libro "Obras Póstumas" de Allan Kardec, publicado en 1892. A fines de 1891, hubo importantes diferencias internas entre los espíritas y fuertes ataques desde fuera del movimiento. Bezerra de Menezes se ausentó por algún tiempo, continuando asistiendo a las reuniones del Grupo Ismael y escribiendo los artículos semanales en "O Paiz", que terminó a fines de 1893. A medida que se profundizaban las desavenencias en la institución, fue invitado en 1895 a retomar la presidencia de la FEB (elegido el 3 de agosto de ese año), cargo que ocupó hasta su muerte. En esta gestión inició el estudio semanal de “El Evangelio según el Espiritismo”, fundó la primera librería espírita del país y la institución se vinculó al Grupo Ismael y Asistencia a los Necesitados. 
Fue en medio de grandes dificultades económicas que le sobrevino un derrame cerebral, y murió la mañana del 11 de abril de 1900, después de meses en cama. No faltaron, pobres y ricos, quienes ayudaron a la familia, encabezada por el senador Quintino Bocaiúva. Al día siguiente, en la portada de O Paiz, se le dedicó una larga nota necrológica, calificándolo de "brasileño eminente". También fue homenajeado por el Municipio del entonces Distrito Federal, por su conducta y dignos servicios.

## Homenajes
Bezerra de Menezes dio el nombre a uno de los barcos a vapor del Ferrocarril Macaé e Campos que, fletado a la Compañía Terrestre y Marítima de Río de Janeiro, se hundió en Angra dos Reis el 29 de enero de 1891. No hubo víctimas mortales. 
Sobre el aspecto "misionero" de la vida de Bezerra de Menezes, la obra Brasil, Coração do Mundo, Pátria do Evangelho, de Chico Xavier, atribuida al espíritu de Humberto de Campos, afirma:

“Descenderás a las luchas terrenales con el objetivo de concentrar nuestras energías en el país de Cruzeiro, dirigiéndolas al objetivo sagrado de nuestros esfuerzos. Núcleo de actividades espirituales, dentro de los altos propósitos de reforma y regeneración.”

Bezerra también fue homenajeada en Anápolis, Goiás, en 1982, con el nombre de una escuela primaria — Escola de 1º Grau Bezerra de Menezes -, que atiende a 200 alumnos que tienen convenios con la red estatal de Goiás.
En Fortaleza, capital del estado de Ceará, su ciudad natal, existe una avenida con su nombre, ubicada en el entonces distrito que tomó el nombre de su padre, Antônio Bezerra, actualmente dividido en varios barrios, estando dicha avenida ubicada entre el barrios Parquelândia, São Gerardo y Otávio Bonfim. 
En el estado de Río de Janeiro tenemos la Rúa Bezerra de Menezes en la ciudad de Río de Janeiro y en la ciudad de Paracambi, así como la Rúa Bezerra de Menezes en Rio Verde en Goiás, Guarulhos y Santo André en São Paulo, Belo Horizonte en Minas Gerais y Porto Alegre en Río Grande del Sur. 
En São Bernardo do Campo, São Paulo, el mayor Hospital Psiquiátrico, que atiende a toda la región, también lleva el nombre de Bezerra de Menezes. En Porto Velho, Rondonia, se encuentra el Centro Espiritista Bezerra de Menezes, ubicado en la rúa Gonçalves Dias, en el centro de la ciudad y reconocido por la FERO (Federación Espiritista de Rondonia). En Manaus, en el estado de Amazonas, está ubicado en la rúa Amâncio de Miranda, barrio Educandos, el Centro Espiritista que también lleva su nombre, reconocido por la FEA (Federación Espiritista Amazónica), surgido en la década del 50, fundado por un pareja, quienes, tras su muerte, dejaron el legado en manos de sus hijas.

### El "Kardec brasileño"
Por su destacada actuación en el movimiento espírita de la capital brasileña en el último cuarto del siglo XIX, Bezerra de Menezes fue considerado un modelo para muchos adeptos a la doctrina. Destaca su carácter caritativo, su perseverancia y su disposición amorosa para superar los desafíos. Estas características, sumadas a su militancia en la difusión y reestructuración del movimiento espiritista en el país, hicieron que fuera considerado el "Kardec brasileño", en un homenaje por el importante papel que desempeñó. Muchos seguidores también creen que Bezerra de Menezes continúa, en espíritu, guiando e influenciando el movimiento espírita. Es considerado el patrón de cientos de instituciones espíritas en todo el mundo.

### Película
La vida de Bezerra de Menezes fue trasladada al cine, en la película Bezerra de Menezes - El diario de un espíritu, dirigida por Glauber Santos Paiva Filho y Joel Pimentel. El elenco incluye a Carlos Vereza en el papel principal, Caio Blat y Paulo Goulart Filho, Ana Rosa, Nanda Costa con la participación especial de Lúcio Mauro. La producción fue presupuestada en aproximadamente R$ 2,7 millones, a cargo de Trio Filmes y Estação da Luz, con locaciones en Ceará, Pernambuco, Distrito Federal y Río de Janeiro, involucrando el trabajo de un equipo de ciento cincuenta personas. La película se estrenó el 29 de agosto de 2008.

### Instituciones de las que fue miembro
- Academia Nacional de Medicina (Honorario en la Sección Quirúrgica)
- Instituto Farmacêutico
- Sociedade de Geografia de Lisboa
- Sociedade Auxiliadora da Indústria Nacional
- Sociedade Físico-Química
- Sociedade Propagadora das Belas Artes
- Sociedade Beneficência Cearense (Presidente)
- Liceu de Artes e Ofícios do Rio de Janeiro (Consejero)
- Federação Espírita Brasileira (Presidente)
- Companhia Ferro-Carril de São Cristóvão (Presidente)
- Companhia Estrada de Ferro Macaé e Campos (Fundador)
- Companhia Arquitetônica de Vila Isabel (Director)

### Artículos y obras publicadas
- 1856 — "Diagnóstico do Cancro"
- 1857 — "Algumas considerações sobre o cancro, encarado pelo lado do seu tratamento"
- 1859 — "Curare"
- 1869 — "A Escravidão no Brasil, e medidas que convém tomar para extingui-la sem dano para a Nação"
- 1877 — "Breves considerações sobre as secas do Norte"
"Das operações reclamadas pelo estreitamento da uretra"
Biografia de Manuel Alves Branco, visconde de Caravelas
Biografia de Paulino José Soares de Sousa, visconde do Uruguai
- 1892 — Publicação da sua tradução de Obras Póstumas, de Allan Kardec
- 1902 — "A Casa Assombrada" (Romance originalmente publicado no Reformador e, póstumamente, em livro, pela FEB)
- 1907 — "Espiritismo (Estudos Filosóficos)" (coletânea dos artigos publicados em O Paiz no período de 1877 a 1894, publicada pela FEB em três volumes)
- 1983 — "Os Carneiros de Panúrgio" (Romance originalmente publicado no Reformador e, póstumamente, em livro, pela FEESP)
- 1946 — "A Doutrina Espírita como Filosofia Teogônica" (Réplica a seu irmão que lhe exprobrava a conversão ao Espiritismo, publicada póstumamente, em livro, pela FEB)
- 1920 — "A Loucura sob Novo Prisma" (Estudo etiológico sobre as perturbações mentais, publicado pela FEB
- "Casamento e Mortalha"
- "Evangelho do Futuro"
- "História de um Sonho"
- "Lázaro, o Leproso"
- "O Bandido"
- "Os Mortos que Vivem"
- "Pérola Negra"
- "Segredos da Natura"
- "Viagem através dos Séculos"

### Principales obras y mensajes mediúmnicos atribuidos a Bezerra de Menezes
A través de Divaldo Pereira Franco, comunicaciones en las siguientes obras
- 1991 — "Compromissos Iluminativos" (recopilación de mensajes, ed. LEAL)

A través de Francisco Cândido Xavier, comunicaciones en los siguientes trabajos
- 1973 — "Bezerra, Chico e Você" (colección de mensajes, ed. GEEM)
- 1986 — "Apelos Cristãos" (colección de mensajes, ed. UEM)
- "Nosso Livro"
- "Cartas do Coração"
- "Instruções Psicofônicas"
- "O Espírito da Verdade"
- "Relicário de Luz"
- "Dicionário d'Alma"
- "Antologia Mediúnica do Natal"
- "Caminho Espírita"
- "Luz no Lar"

A través de Francisco de Assis Periotto, comunicaciones en las siguientes obras
- 2001 — "Fluidos de Luz: ensinamentos de Bezerra de Menezes" (Ed. Elevação)
- 2002 — "Fluidos de Paz: ensinamentos de Bezerra de Menezes" (Ed. Elevação)
- 2006 — "Conversando com seu Anjo da Guarda — ensinamentos de Bezerra de Menezes sobre a Agenda Espiritual " (Ed. Elevação)
- 2018 — “Páginas de Esperança — ensinamentos de Bezerra de Menezes sobre Espiritualidade, Família e Evangelho-Apocalipse de JESUS” (Ed. Elevação)

A través de Maria Cecília Paiva, comunicaciones en los siguientes trabajos
- "Garimpeiros do Além" (recopilación de mensajes, ed. Instituto María)

A través de Gilberto Pontes de Andrade, dos comunicaciones en el siguiente trabajo
- "Luz em Gotas" (recopilación de mensajes, ed. AMCGuedes).

A través de Waldo Vieira, comunicações nas seguintes obras
- "Entre Irmãos de Outras Terras"
- "Seareiros de Volta"

A través de Yvonne do Amaral Pereira, comunicações nas seguintes obras
- 1955 — "Nas Telas do Infinito" (1.ª Parte, romance, ed. FEB)
- 1957 — "A Tragédia de Santa Maria" (romance, ed. FEB)
- 1964 — "Dramas da Obsessão" (romance, ed. FEB)
- 1968 — "Recordações da Mediunidade" (relatos e orientações, ed. FEB)

A través de Marcelo Passos, médium de Belo Horizonte/MG, livro:
- 2015 — Encontre-se (mensagens Editora Solon de Lagoa Santa/MG)